# 松柏巷里万家人
《松柏巷里万家人》，是一部赣语电视剧，2005年9月下旬开始在江西二套播出。本剧于2005年6月开拍，2008年4月本剧播放了第500期。

## 简介
简述松柏巷万家的故事，万伯万婶共有四个儿子，一个儿子已经结婚而另外三个也在谈对象；不过这三个媳妇都是外地的，她们一进家门万家原本的生活秩序被打乱了，不同地区的文化碰撞让这个小家庭折射出江西近年来的发展变化。

## 影响
2007年4月5日以九江方言为主的情景喜剧《女儿街的婆媳经》在九江开拍。